# Postamt Kalbe (Milde)

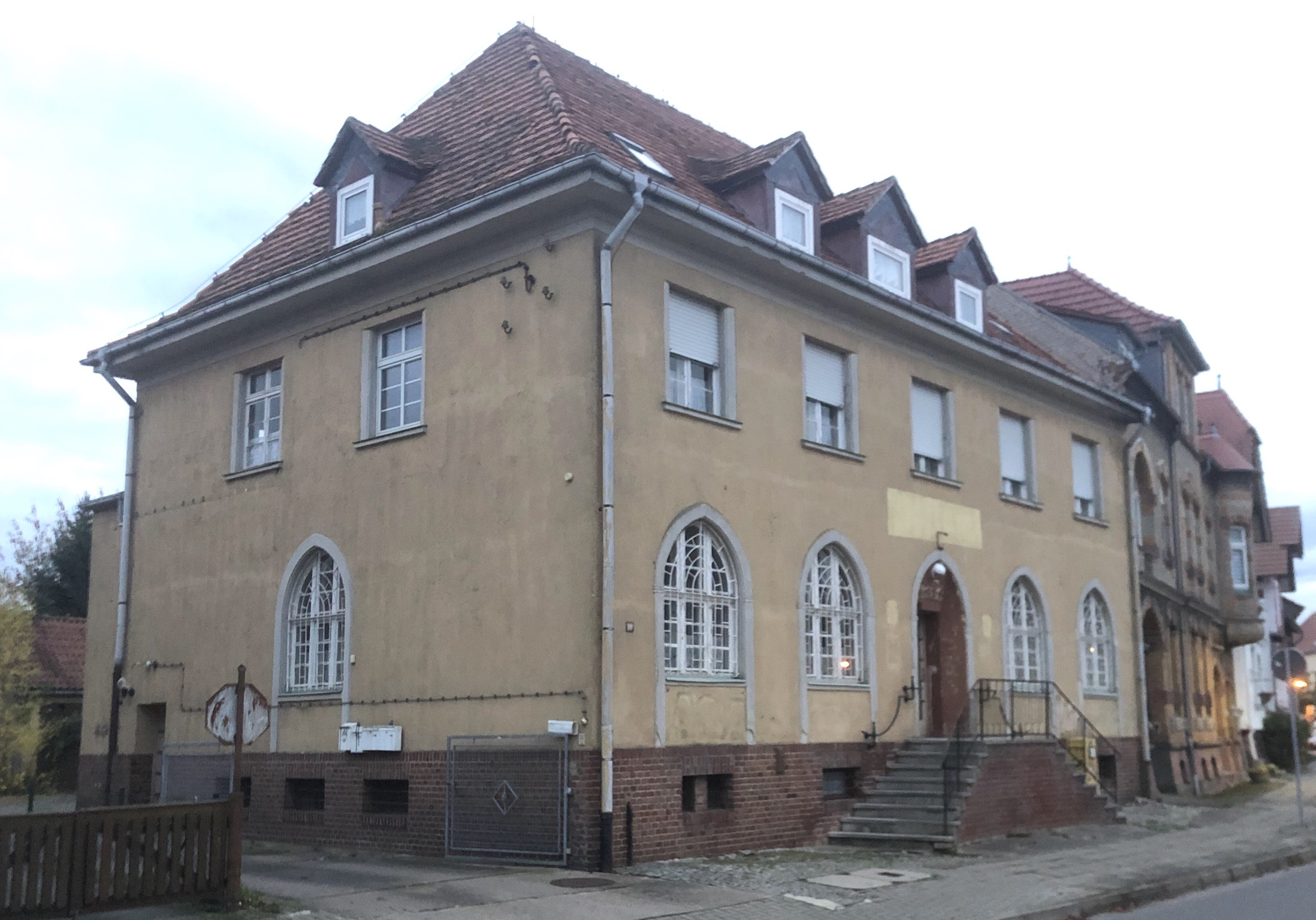
Postamt Kalbe (Milde), 2020

Das Postamt Kalbe (Milde) ist ein denkmalgeschütztes ehemaliges Postamt in Kalbe (Milde) in Sachsen-Anhalt.

## Lage
Es befindet sich im nördlichen Teil der Stadt auf der Ostseite der Alten Bahnhofstraße an der Adresse Alte Bahnhofstraße 10. Unmittelbar südlich grenzt das gleichfalls denkmalgeschützte Haus Alte Bahnhofstraße 8 an.

## Architektur und Geschichte
Eine erste urkundliche Erwähnung von Postdienstleistungen in Kalbe (Milde) ist aus dem Jahr 1801 überliefert. Zu diesem Zeitpunkt gab es einen wohl auch schon zuvor bestehenden, nebenberuflich tätigen Postwärter. Ab diesem Zeitpunkt war er in der Gerichtstraße 110 ansässig. 1805 erfolgte die Verlegung in die Gardelegener Straße 75. Dort wird 1811 Postiexpediteur Hesselbarth erwähnt. Später wurde die Dienststelle in die Gerichtstraße 60 verlegt, dort verblieb sie bis 1886. Die Postexpedition umfasste auch einen Pferde-Umspann. Ab 1814 war Kalbe (Milde) eine Poststation auf der vier Mal wöchentlich bedienten Personenpoststrecke von Halberstadt über Gardelegen nach Salzwedel. Auch eine reitende Post von Hamburg nach Dessau führte über die Poststation Kalbe. Eine weitere reitende Poststrecken führten von Kalbe nach Arendsee (Altmark) und von Kalbe nach Gardelegen. Die Poststation war dann ständig in das enger werdende Postnetz eingebunden. Nach Eröffnung der Kleinbahnstrecke Bismark-Beetzendorf erfolgte der Posttransport dann mit der Bahn, die bis dahin noch bestehenden Postrouten wurden daher eingestellt.
1886 wurde die Poststation in das Rathaus Kalbe (Milde) verlegt. Die Räumlichkeiten erwiesen sich dann jedoch, es kam auch noch der Fernsprechverkehr hinzu, als zu klein. Es wurden 1896 neue Räumlichkeiten in der Salzwedler Straße 18, die spätere Thälmannstraße, bezogen. Zum Amtsbezirk gehörten auch umliegende Ortschaften. Auf Dauer erwies sich auch diese Geschäftsstelle als zu klein.
Im Jahr 1927 errichtete Fr. Lümann jr. für die Reichspost daher ein neues Postamt in der Bahnhofstraße 10, das im März 1928 in Betrieb genommen wurde. Das zweigeschossige Gebäude wurde auf einen hohen Sockel errichtet. Zur mittig in der fünfachsigen Fassade angeordneten Eingangstür führt eine doppelläufige Freitreppe. Tür- und Fensteröffnung des Erdgeschosses sind als Spitzbögen ausgeführt.
Mit der Gründung des Kreises Kalbe (Milde) im Jahr 1952, wuchsen die Aufgaben an. Der Personalbestand verdreifachte sich. 1953 erhielt das Postamt auch einen Postzeitungsvertrieb. Das Postamt unterstand dem Hauptpostamt Gardelegen. Als weitere Aufgaben kamen noch das Sport-Toto und Zahlen-Lotto hinzu. Ab dem 1. August 1958 wurde zeitweise auch das Konsumbrot durch die Post befördert, um so die Transporte besser auszulasten.
Mit der Auflösung des Kreises Kalbe (Milde) im Jahr 1987 ging auch die Bedeutung des Postamtes zurück. Nach der Privatisierung der Deutschen Bundespost wurde 1999 dann das Postamt aufgegeben. Die Postdienstleistungen wurden über den Sport- und Haushaltswarenladen Frenzels in der Thälmannstraße abgewickelt.
Im örtlichen Denkmalverzeichnis ist das Kulturhaus unter der Erfassungsnummer 094 97894 als Baudenkmal verzeichnet.